# Pumas Morelos
Pumas Morelos – meksykański klub piłkarski z siedzibą w mieście Cuernavaca, stolicy stanu Morelos. Funkcjonował w latach 2006–2013, występując na drugim szczeblu rozgrywek – Ascenso MX. Domowe mecze rozgrywał na obiekcie Estadio Centenario. Był drużyną filialną pierwszoligowego klubu Pumas UNAM.

## Historia
Klub został założony w czerwcu 2006, gdy Narodowy Uniwersytet Autonomiczny Meksyku (UNAM) wykupił licencję zespołu Delfines de Coatzacoalcos – ówczesnego beniaminka drugiej ligi. Bezpośrednio po tym drużyna została przeniesiona do miasta Cuernavaca, stolicy stanu Morelos, zmieniając nazwę na Pumas Morelos i została filią czołowego klubu w Meksyku – stołecznego Pumas UNAM. Ekipa od razu przystąpiła do rozgrywek Primera División A, w których zadebiutowała 5 sierpnia 2006 w wyjazdowym spotkaniu z Zacatepec (2:3); pierwszego gola w historii klubu strzelił Israel Moreno. 
W przeciwieństwie do innych drugoligowych zespołów, Pumas Morelos zamiast walki o awans skupiał się na promowaniu i ogrywaniu w profesjonalnym futbolu młodych wychowanków słynnej akademii młodzieżowej klubu Pumas UNAM. Wskutek tego zaledwie trzykrotnie (na czternaście sezonów) zdołał zakwalifikować się do ligowej fazy play-off – w sezonach Clausura 2007 (odpadł w ćwierćfinale), Apertura 2008 (półfinał) i Bicentenario 2010 (ćwierćfinał).
W listopadzie 2012 uniwersytet UNAM sprzedał klub Pumas Morelos grupie przedsiębiorców reprezentowanej przez firmę AMRH International Soccer, w której skład wchodzili również byli reprezentanci Meksyku i wychowankowie Pumas UNAM – Jorge Campos i Claudio Suárez. Na koniec rozgrywek 2012/2013 – drużyna spadła do trzeciej ligi, a zaraz potem została rozwiązana.
Przez siedem lat istnienia, przez zespół Pumas Morelos przewinęło się wielu wychowanków Pumas UNAM, którzy w przyszłości zostali reprezentantami Meksyku – między innymi Luis Fernando Fuentes, Efraín Juárez, Pablo Barrera, Javier Cortés i Eduardo Herrera. 

## Trenerzy
| 1. | José Luis Salgado   | Meksyk | sierpień 2006 | listopad 2009    | 122 | 46 | 37 | 39 | 48% |  |  |
| 2. | Enrique López Zarza | Meksyk | styczeń 2010  | maj 2012         | 80  | 26 | 22 | 32 | 42% |  |  |
| 3. | Raúl Servín         | Meksyk | maj 2012      | październik 2012 | 20  | 2  | 7  | 11 | 22% |  |  |
| 4. | David Patiño        | Meksyk | styczeń 2013  | kwiecień 2013    | 14  | 4  | 5  | 5  | 40% |  |  |
|    |                     |        |               |                  | 236 | 78 | 71 | 87 | 43% |  |  |

## Rekordy piłkarzy
| #   | Zawodnik              | Narodowość | Lata                | Występy | . | Szczegóły | Szczegóły | Szczegóły |
| #   | Zawodnik              | Narodowość | Lata                | Występy | . | L         | P         | M         |
| --- | --------------------- | ---------- | ------------------- | ------- | - | --------- | --------- | --------- |
| 1.  | Salvador Medina       | Meksyk     | 2007–2013           | 117     | . | 111       | 6         | 0         |
| 2.  | Víctor Manuel Rosales | Meksyk     | 2007–2013           | 107     | . | 103       | 4         | 0         |
| 3.  | Luis Rosas            | Meksyk     | 2006–2010 2012      | 102     | . | 102       | 0         | 0         |
| 4.  | César Sánchez         | Meksyk     | 2008–2012           | 97      | . | 97        | 0         | 0         |
| 5.  | Dante Garay           | Meksyk     | 2008–2012           | 93      | . | 88        | 5         | 0         |
| 6.  | Eduardo Herrera       | Meksyk     | 2007–2011           | 89      | . | 89        | 0         | 0         |
| 6.  | Orlando Pineda        | Meksyk     | 2006–2009           | 89      | . | 89        | 0         | 0         |
| 8.  | José Alberto Tovar    | Meksyk     | 2008–2012           | 87      | . | 87        | 0         | 0         |
| 9.  | Raúl Servín Jr.       | Meksyk     | 2008–2013           | 85      | . | 83        | 2         | 0         |
| 10. | Pablo Bonells         | Meksyk     | 2006–2010 2012–2013 | 81      | . | 81        | 0         | 0         |
| 10. | Odín Patiño           | Meksyk     | 2006–2010 2011–2013 | 81      | . | 77        | 4         | 0         |

| #   | Zawodnik            | Narodowość | Lata                | Gole | . | Szczegóły | Szczegóły | Szczegóły |
| #   | Zawodnik            | Narodowość | Lata                | Gole | . | L         | P         | M         |
| --- | ------------------- | ---------- | ------------------- | ---- | - | --------- | --------- | --------- |
| 1.  | Gastón Caprari      | Argentyna  | 2006–2008           | 24   | . | 24        | 0         | 0         |
| 2.  | Eduardo Herrera     | Meksyk     | 2007–2011           | 20   | . | 20        | 0         | 0         |
| 2.  | Pablo Bonells       | Meksyk     | 2006–2010 2012–2013 | 20   | . | 20        | 0         | 0         |
| 4.  | Óscar Ricardo Rojas | Meksyk     | 2007–2011           | 16   | . | 16        | 0         | 0         |
| 5.  | Salvador Medina     | Meksyk     | 2007–2013           | 15   | . | 15        | 0         | 0         |
| 6.  | Dante Garay         | Meksyk     | 2008–2012           | 13   | . | 12        | 1         | 0         |
| 7.  | Luis Rosas          | Meksyk     | 2006–2010 2012      | 11   | . | 11        | 0         | 0         |
| 7.  | Raúl Servín Jr.     | Meksyk     | 2008–2013           | 11   | . | 11        | 0         | 0         |
| 7.  | Pedro Solís         | Meksyk     | 2006–2007           | 11   | . | 11        | 0         | 0         |
| 10. | Javier Cortés       | Meksyk     | 2007–2010           | 10   | . | 10        | 0         | 0         |